# پن یان (نیویورک)
پن یان (به انگلیسی: Penn Yan) یک روستا در ایالات متحده آمریکا است که در شهرستان ییتس، نیویورک واقع شده‌است. پن یان ۶٫۰ کیلومتر مربع مساحت و ۵٬۱۵۹ نفر جمعیت دارد و ۲۲۲ متر بالاتر از سطح دریا واقع شده‌است.